# Newtown (Ohio)
Newtown é uma vila localizada no estado norte-americano de Ohio, no Condado de Hamilton.

## Demografia
Segundo o censo norte-americano de 2000, a sua população era de 2420 habitantes.
Em 2006, foi estimada uma população de 3682, um aumento de 1262 (52.1%).

## Geografia
De acordo com o United States Census Bureau tem uma área de
6,0 km², dos quais 6,0 km² cobertos por terra e 0,0 km² cobertos por água.

## Localidades na vizinhança
O diagrama seguinte representa as localidades num raio de 8 km ao redor de Newtown.